# Dufourea montana
Dufourea montana là một loài Hymenoptera trong họ Halictidae. Loài này được Popov mô tả khoa học năm 1957.